# 新巴94線
新巴94線是香港島一條已取消的巴士路線，來往利東邨及中環碼頭，途經香港仔、薄扶林、西營盤及上環，祇於平日星期一至六早上繁忙時間提供服務。

## 歷史
- 1989年11月16日，配合利東邨入伙而投入服務，當時由中華巴士營辦（利東邨←→西營盤），取代91線的利東邨單向往西營盤特別班次，初時提供每日早上至黃昏服務。
- 1992年，改為袛於平日服務，假日班次由91線繞經利東邨取代。
- 1993年8月16日，延長至中環（林士街）巴士總站。
- 1995年1月16日，遷往中環（港景街）。
- 1995年5月9日，遷往新填海區的中環碼頭，與城巴97線作有限度之競爭。
- 1998年9月1日，中巴專營權結束，新巴接辦本線。
- 1999年5月17日，與第一代94X合併，提升94線至每天全日服務，並加開早晨經山道天橋之特別班次，91線不再繞經利東邨。
- 空調化大勢所趨，及新巴普通巴士不斷淘汰之下，最後一部丹尼士禿鷹普通巴士（DM28）於2002年8月18日退役，本線正式轉全空調服務，為最後兩條轉全空調的新巴路線之一（另一條為81）。
- 2003年3月1日起，大幅調低分段收費及增設多個分段收費。
- 2004年12月19日，改為祇於平日早上提供服務，並調低全程車費，早上特快班次編為94X。
- 2017年5月2日：94X線取消服務，由94線同日起加密相關時段班次取代。
- 2018年2月12日：增設實時抵站時間查詢服務。
- 2022年8月28日：94線取消服務，由91線所有班次均繞經利東邨取代[1]。

## 服務時間及班次
94
| 利東邨開   | 利東邨開                          | 中環碼頭開 | 中環碼頭開                 |
| 日期       | 開出時間                          | 日期       | 開出時間                   |
| ---------- | --------------------------------- | ---------- | -------------------------- |
| 星期一至五 | 05:55、06:10、06:25、06:35、06:50 | 星期一至五 | 06:50、07:15、07:30、07:50 |
| 星期一至五 | 07:05、07:20、07:35、07:50        | 星期一至五 | 08:15、08:40、09:00        |
| 星期一至五 | 08:05、08:25、08:40、08:55、09:10 |            |                            |
| 星期六     | 05:55、06:10、06:25、06:35、06:45 | 星期六     | 06:50、07:10、07:30、07:50 |
| 星期六     | 07:05、07:25、07:45               | 星期六     | 08:10、08:35、09:00        |
| 星期六     | 08:05、08:25、08:45、09:10        |            |                            |

星期日及公眾假期不設服務，於服務時間以外，請改乘91線。

## 收費
全程：$7.0
- 過鴨脷洲大橋後往中環碼頭/恒生銀行總行往利東邨：$6.7
- 瑪麗醫院往中環碼頭：$5.2
- 西區警署往中環碼頭：$4.3
- 瑪麗醫院往利東邨：$5.0
- 田灣街往利東邨：$3.8

| - 本線設有12歲以下小童及65歲或以上長者半價優惠。 - 65歲或以上香港居民使用「樂悠咭」，以及12歲以下合資格殘疾兒童使用「殘疾人士身份」個人八達通繳付車資，均可享有每程$2.0或半價（以較低者為準）的票價優惠；12至64歲合資格殘疾人士使用「殘疾人士身份」個人八達通（包括「樂悠咭」），以及60至64歲香港居民使用「樂悠咭」繳付車資，均可享有每程$2.0或全費（以較低者為準）的票價優惠。 - 65歲或以上長者如使用長者或一般個人八達通繳付車資，則只可享有半價優惠；12至64歲合資格殘疾人士如不使用「殘疾人士身份」個人八達通，以及60至64歲人士如不使用「樂悠咭」繳付車資，必須繳付全費。 - 乘客可以現金或八達通於上車時付款，不設找續。 |

## 使用車輛
現時本線主要使用亞歷山大丹尼士Enviro 500 11.3米（40XX）及富豪B9TL(45XX)行走。

## 行車路線
- 利東邨開經：利東邨道、鴨脷洲徑、鴨脷洲橋道、香港仔海傍道、石排灣道、薄扶林道、第二街、水街、德輔道西、干諾道西、干諾道中、民吉街、中環（林士街）巴士總站、民吉街、民祥街、民耀街、民照街、民光街及民耀街。
- 中環碼頭開經：民光街、民照街、民光街、民耀街、港景街、中環（交易廣場）巴士總站、干諾道中（東行）、支路、干諾道中（西行）、租庇利街、皇后大道中、皇后大道西、薄扶林道、石排灣道、香港仔海傍道、香港仔大道、鴨脷洲橋道、鴨脷洲徑及利東邨道。

### 沿線車站

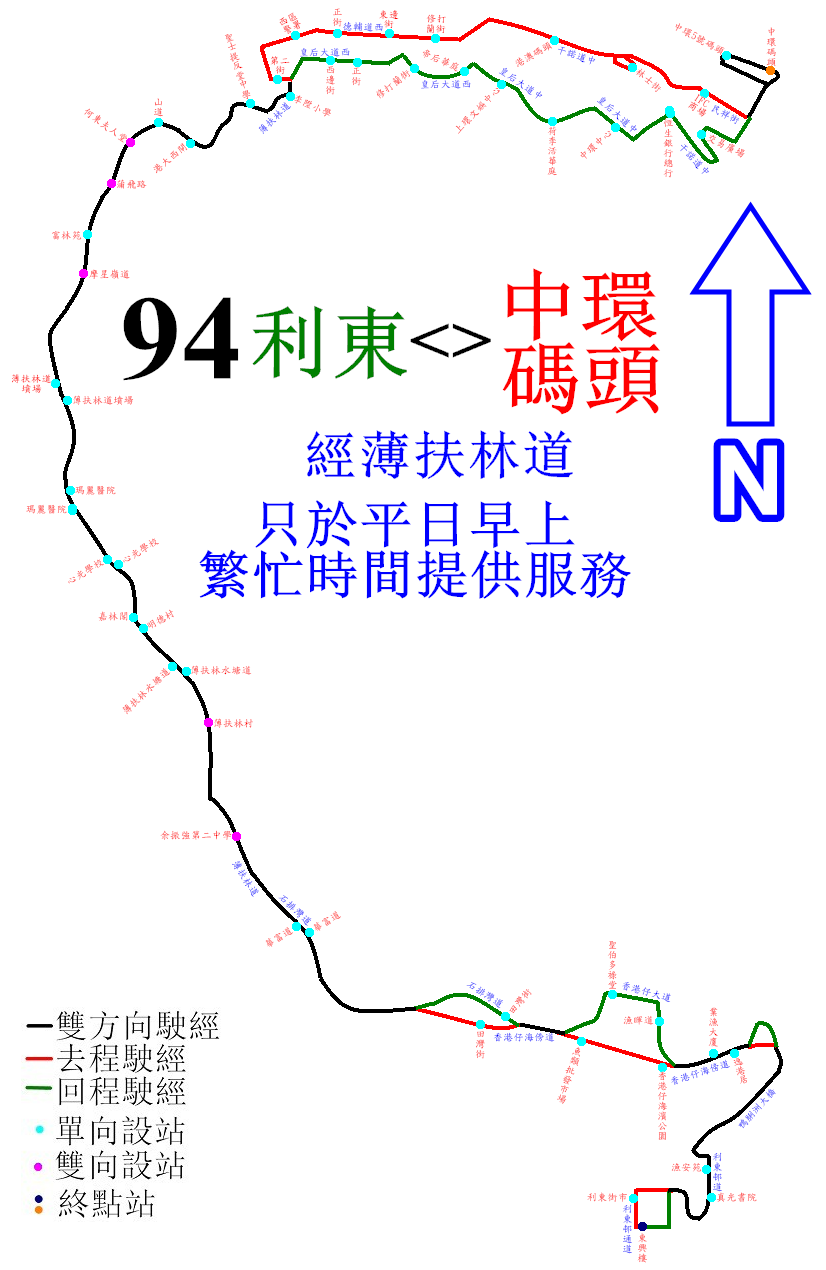
94線的走線圖

| 利東邨開 | 利東邨開                       | 利東邨開               | 中環碼頭開 | 中環碼頭開                     | 中環碼頭開               |
| 序號     | 車站名稱                       | 位置                   | 序號       | 車站名稱                       | 位置                     |
| -------- | ------------------------------ | ---------------------- | ---------- | ------------------------------ | ------------------------ |
| 1        | 利東邨東興樓                   | 利東邨道               | 1          | 中環碼頭                       | 中環碼頭巴士總站         |
| 2        | 利東街市                       | 利東邨道               | 2          | 中環5號碼頭                    | 中環5號碼頭巴士總站      |
| 3        | 漁安苑                         | 利東邨道               | 3          | 中環（交易廣場）               | 中環（交易廣場）巴士總站 |
| 4        | 逸港居                         | 香港仔海傍道           | 4          | 恒生銀行總行                   | 干諾道中                 |
| 5        | 香港仔海濱公園                 | 香港仔海傍道           | 5          | 中環中心                       |                          |
| 6        | 香港仔魚類批發市場             | 香港仔海傍道           | 6          | 荷李活華庭                     |                          |
| 7        | 田灣街                         | 香港仔海傍道           | 7          | 上環文娛中心                   |                          |
| 8        | 華富道                         | 石排灣道               | 8          | 帝后華庭                       |                          |
| 9        | 余振強紀念第二中學             | 薄扶林道               | 9          | 修打蘭街                       |                          |
| 10       | 薄扶林村                       | 薄扶林道               | 10         | 正街                           |                          |
| 11       | 薄扶林水塘道                   | 薄扶林道               | 11         | 西邊街                         |                          |
| 12       | 嘉林閣                         | 薄扶林道               | 12         | 李陞小學                       | 薄扶林道                 |
| 13       | 心光學校                       | 薄扶林道               | 13         | 香港大學西閘                   | 薄扶林道                 |
| 14       | 瑪麗醫院                       | 薄扶林道               | 14         | 何東夫人堂                     | 薄扶林道                 |
| 15       | 香港華人基督教聯會薄扶林道墳場 | 薄扶林道               | 15         | 蒲飛路                         | 薄扶林道                 |
| 16       | 摩星嶺道                       | 薄扶林道               | 16         | 薄扶林道遊樂場                 | 薄扶林道                 |
| 17       | 富林苑                         | 薄扶林道               | 17         | 香港華人基督教聯會薄扶林道墳場 | 薄扶林道                 |
| 18       | 蒲飛路                         | 薄扶林道               | 18         | 瑪麗醫院                       | 薄扶林道                 |
| 19       | 何東夫人堂                     | 薄扶林道               | 19         | 心光學校                       | 薄扶林道                 |
| 20       | 香港大學百週年校園             | 薄扶林道               | 20         | 明德村                         | 薄扶林道                 |
| 21       | 聖士提反堂中學                 | 薄扶林道               | 21         | 薄扶林水塘道                   | 薄扶林道                 |
| 22       | 第二街                         | 第二街                 | 22         | 薄扶林村                       | 薄扶林道                 |
| 23       | 西區警署                       | 德輔道西               | 23         | 余振強紀念第二中學             | 薄扶林道                 |
| 24       | 正街                           | 德輔道西               | 24         | 華富道                         | 石排灣道                 |
| 25       | 東邊街                         | 德輔道西               | 25         | 田灣街                         | 石排灣道                 |
| 26       | 修打蘭街                       | 德輔道西               | 26         | 聖伯多祿堂                     | 香港仔大道               |
| 27       | 港澳碼頭                       | 干諾道中               | 27         | 漁暉道                         | 香港仔大道               |
| 28       | 中環（林士街）                 | 中環（林士街）巴士總站 | 28         | 業漁大廈                       | 香港仔大道               |
| 29       | 國際金融中心商場               | 民祥街                 | 29         | 香港真光書院                   | 利東邨道                 |
| 30       | 中環5號碼頭                    | 中環5號碼頭巴士總站    | 30         | 利東邨東興樓                   | 利東邨道                 |
| 31       | 中環碼頭                       | 中環碼頭巴士總站       |            |                                |                          |

## 第一代的94X線
第一代的94X線於1996年12月16日起投入服務，由中巴營辦，來往利東至金鐘（東）（循環線），依94號線至薄扶林道後，取道山道天橋、干諾道西、干諾道中、中環碼頭、交易廣場，然後依城巴97線相同路線，取道香港仔隧道返回利東，取代中巴為配合屯門至中環雙體渡輪通航而開辦的500號線（中環碼頭至金鐘），直至1999年5月17日因新巴提升94至每天全日服務而令第一代94X停辦。

## 外部連結
- 新巴94線官方路線資料 （页面存档备份，存于）
- 新巴94X線官方路線資料 （页面存档备份，存于）
- 681巴士總站 新巴94線 （页面存档备份，存于）
- 681巴士總站 新巴94X線 （页面存档备份，存于）